# Krkuša
Krkuša (Gobio gobio) — vrsta je slatkovodne ribe porodice šarana (lat. Cyprinidae), roda krkuše (lat. Gobio) — reda šaranki (lat. Cypriniformes).
Poznata je i pod nazivima: Pesjak, Brkaš, Globoček, Puzak i Sedrak.

## Osnovna obilježja
Tijelo je cilindrično s velikim ljuskama. Ima dva mala brčića, koji se nalaze u kutovima usta i mesnate usne. Krkuša u prilično rijetkim slučajevima, dostiže do 20 cm u dužinu i debljinu palca, kao, na primjer, u središnjoj regiji Volge, najvećim dijelom ne više od 13 cm, uz maksimalnu težinu od oko 30 grama. Štapićasto tijelo, bez sluzi s gornje strane zelenkasto‑smeđe i prekriveno plavičastim ili crnkastim mrljama koje se ponekad sa strane spajaju u obliku tamne trake. Trbuh žućkast, srebrnast, leđna i repna peraja pokrivene s tamno‑smeđim mrljama, koje se obično nalaze u nekoliko pravilnih redova. Sve su peraje sivkaste. Ima žute oči.
Doživi najviše 8 godina.
Izgledom je vrlo slična europskim vrstama roda mrene (lat. Barbus)  ali:
- Ima samo dva brčića oko usta, s mesnatim usnama
- Veličine su puno manje (najviše 15–20 cm, prosječno 8–10 cm dužine)
- Glava je razmjerno mnogo veća, s ustima u trbušnoj razini
- Leđna i repna peraja su pjegave i tamno prugaste, dok prsne i trbušne peraje te podrepna peraja nemaju mrlja ili imaju neznatnu za podlogu, njihova boja varira od krem do crvenkasto smeđe.
- Karakterističan izgled: zelenkasto‑siva leđa, sa strane srebrno zelenkasto‑žute boje s nizom velikih okruglastih crnih točaka, trbuh bijel ili srebrn.

## Stanište i ponašanje
Vrsta ima širok areal od Pireneja do sibirskih obala Tihog oceana.
Rasprostranjenost u Europi pokriva cijeli kontinent s iznimkom: Iberijskog poluotoka, središnje i južne Italije, Grčke, Dalmacije, Škotske, Islanda, središnje i sjeverne Skandinavije te Male Azije.
Živi po mogućnosti s kisikom bogatim vodama, čistim, plitkim s određenom strujom i pješčanim ili šljunčanim dnom, u području šarana, mrena, pastrva i lipljena — uvijek pri dnu.
Krkuša je društvena riba i voli živjeti u skupinama od nekoliko desetaka jedinki, ali je uglavnom grupiranje u jatu prilično otvoreno. Pojavljuje se u brzo tekućim, ali također i stajaćim vodama sa šljunčanim i pješčanim dnom obraslim vegetacijom. To je sjedeća vrsta koja ne čini duge migracije u rijekama koje nastanjuje.
Krkuša je sposobna za emitiranje cičavih zvukova, što je način na koji ribe komuniciraju jedna s drugom, varira sa stupnjem aktivnosti i temperature te neovisno o sezoni reprodukcije.

## Način hranjenja
Isključivo mesožder, hrani se kukcima i ličinkama, račićima i mekušcima. Normalno aktivne tijekom dana, ali ako su uznemirene, posebice od predatora, one mogu odgoditi svoju aktivnost na razdoblja kada je intenzitet svjetlosti slab.

## Razmnožavanje
Ženka polaže oko 2000 jajašaca od svibnja do lipnja pri temperaturi vode od 12–18 °C između kamenja i vodene vegetacije. Jajašca se ispuštaju iznad podloge i nošene strujom tonući do dna lijepe se za podlogu te traje i do 4 tjedna, dok se mladi izlegu, hrane se planktonskim račićima. Larve i mlađ su bentičke te preferiraju šljunkom‑bogata pješčana staništa i slabu struju.

## Važnost za ribarstvo
Krkuša se često koristi kao mamac za grabežljivce. Ona je već bila unesena u mnogim vodama koje bi jedva dosegla (npr., Lunzer Jezero, oko 1970.) — Kao riba za prehranu, ona je nešto pohana i pržena u tavi, vrlo ukusna. Zbog svoje male veličine rijetko se lovi za prehrambene svrhe. — Za akvarij s hladnom vodom, ona je vrlo preporučljiva.

## Strani nazivi
Gudgeon (engleski); Gründling (njemački); Gobione (talijanski); Goujon (francuski); Пескарь (ruski)

## Vanjske poveznice
|  | Zajednički poslužitelj ima stranicu o temi Krkuša |